# Mithraeum de Fertőrákos
Le mithraeum de Fertőrákos se trouve dans la commune de Fertőrákos, Comitat de Győr-Moson-Sopron en Hongrie, proche de la frontière autrichienne,.
Il est situé dans le Parc national de Fertő-Hanság. Le sanctuaire est classé monument historique hongrois et au Patrimoine mondial de l'Unesco.

## Historique
Le sanctuaire de Mithra a été découvert par hasard en 1866 par György Malleschitz (tailleur de pierre) et  Ferenc Sztornó, qui a entrepris le nettoyage initial du site et les fouilles. 

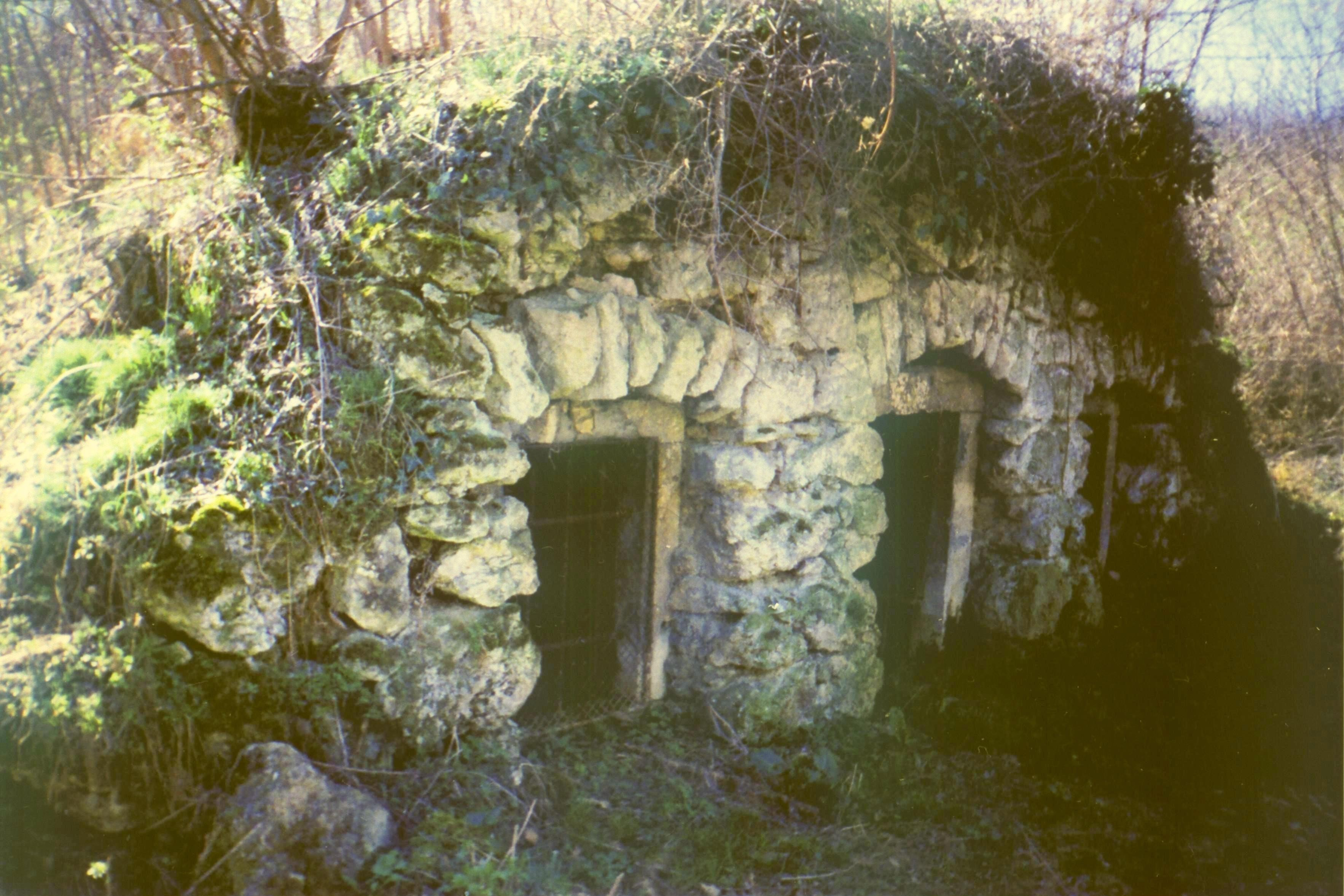
Le Mitraeum de Fertőrákos en 1989, avant les fouilles archéologiques.

Ont été découverts : un bas-relief du culte de Mithra avec des inscriptions (Tauroctonie), trois pierres d'autel, deux statues de lion, 27 tombes funéraires avec des cendres et 28 pièces de monnaie, et une tombe funéraire avec des restes de squelettes.
Cela a suscité un vif intérêt de la part des chercheurs locaux et une restauration de la voûte en pierre du sanctuaire a été financée par un magistrat local (la première tentative de reconstruction sur un site archéologique en Hongrie). Ce toit a cependant été démoli par la suite et le bâtiment de couverture actuel a été érigé dans les années 1990 par le sculpteur György Kovács à la suite des fouilles de 1990-1991 effectuées par Gabriella Gabrieli Gabriella. Le mithraeum est actuellement ouvert au public.

## Le mithraeum
Deux autels font référence à l'ancienne cité romaine de Carnuntum et semblent avoir été à l'origine de la construction du temple qui peut être datée approximativement du début du IIIe siècle apr. J.-C.

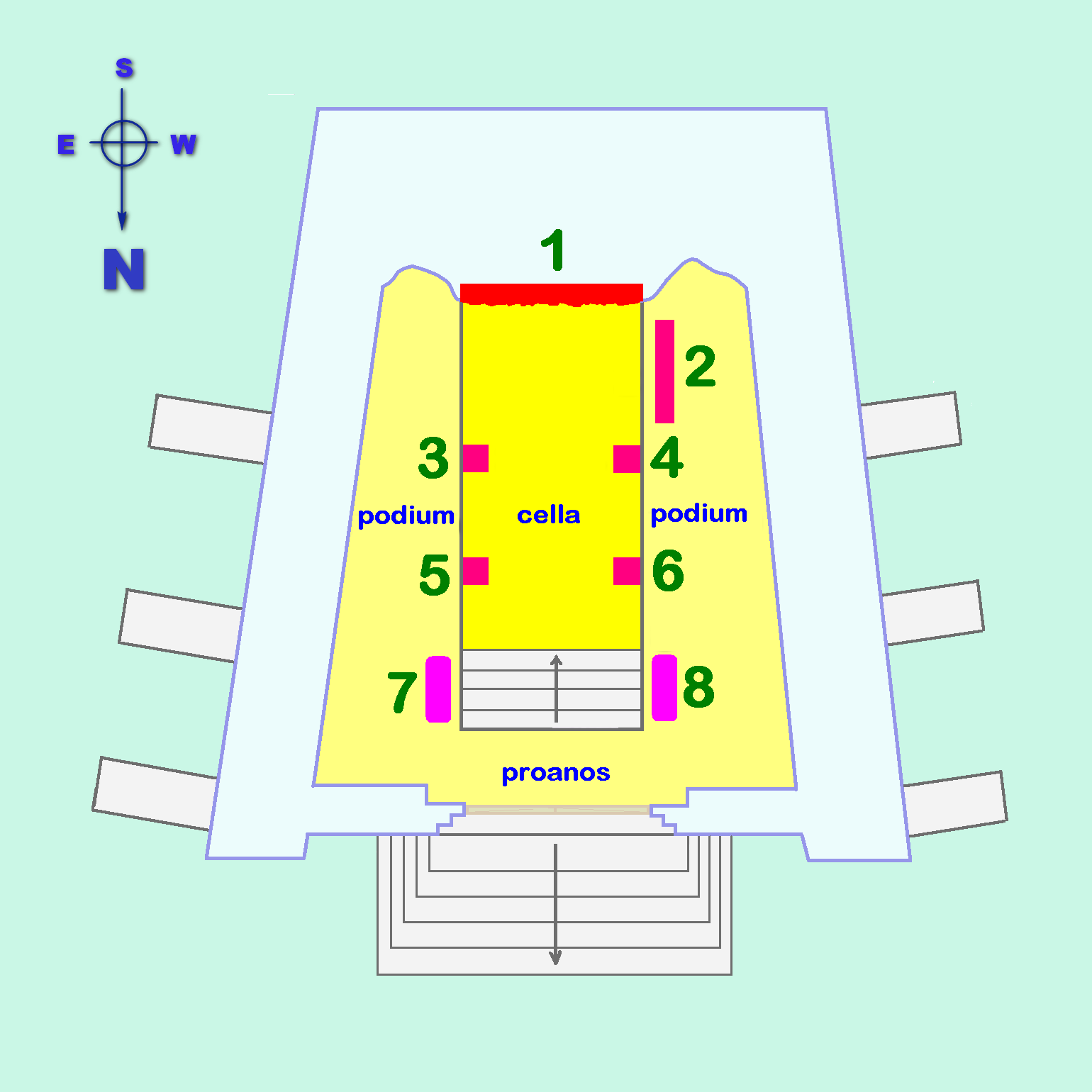
Plan du mithraeum (1 = relief de la tauroctonie (original romain), 2 = relief de Mithras (copie), 3 à 6 = pierre d’autel (copie), 7-8 = lion (copie)

De forme trapézoïdale, l'extrémité nord étant plus large que l'extrémité sud (5,50 m de large contre 3,65 m), le sanctuaire mesure 5,50 m de long. Il est orienté du nord au sud, les côtés sud et est du sanctuaire étant creusés dans la roche naturelle et les côtés nord et ouest étant construits en pierre. Quatre marches mènent à l'allée centrale (cella) du sanctuaire qui se trouve à 80 cm sous le niveau du pronaos et des deux banquettes latérales qui l'entourent, tous au niveau du sol. On ne sait pas exactement de quel type de voûte le sanctuaire était initialement recouvert et quelle était sa hauteur. Les dimensions du sanctuaire ne permettaient d'accueillir qu'une très petite communauté de 18 à 20 personnes maximum.
La sculpture de la tauroctonie a été taillée dans la paroi rocheuse. Trois autels (voir ci-dessous) ont également été trouvés sur le site. Deux d'entre elles furent consacrées par Septimius Justianus, custodes armorum (soldat responsable de l'armurerie) de la Legio XIIII Gemina. La seconde fut consacrée par Julius Saturninus, un homme politique de la colonie.

## La tauroctonie

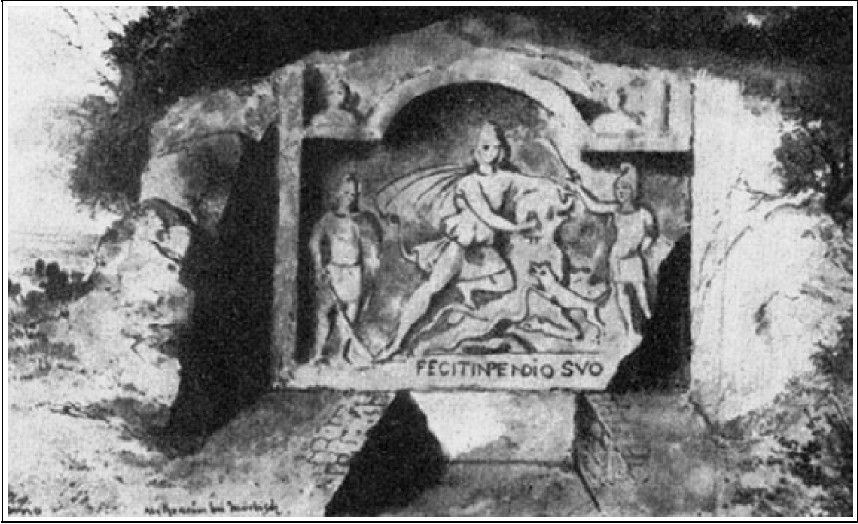
Bas-relief de la tauroctonie du Mithraeum de Fertőrákos (dessin de Ferenc Storno, 1866).

Elle est située face à l'entrée, sculptée directement dans la paroi rocheuse et mesure 2,20 × 1,41 m, représentant Mithra sacrifiant le taureau. La sculpture a été rendue rugueuse, une fine couche de stuc a été appliquée avec les détails les plus fins et finalement elle a été peinte. A certains endroits, on retrouve une double couche de peinture au plâtre, ce qui laisse penser que le relief a été restauré une fois. Au centre du relief, le dieu vêtu d'un vêtement phrygien (pantalon long, tunique à manches longues, manteau court et  bonnet), tire en arrière la tête du taureau d'une main et la poignarde de l'autre. À droite et à gauche, deux personnages (Cautès et Cautopatès) également vêtus de vêtements phrygiens incarnent l'aube et le crépuscule avec leurs torches levées respectivement vers le haut et vers le bas. En tant qu'assistant de Mithra, trois animaux participent également à la scène : un chien et un serpent lèchent le sang qui coule de la blessure, tandis qu'un scorpion mord les parties génitales de l'animal. Indiquant que l'action se déroule dans une grotte, la scène est fermée au-dessus par une corniche arquée, flanquée des bustes de Sol, le dieu solaire (à gauche) et de Luna, la déesse de la lune (à droite). Dans la partie inférieure de la barre du cadre, on peut lire seulement trois mots : ...FECIT INPENDIO SUO..., d'où l'on peut conclure qu'elle a été érigée aux frais de quelqu'un. 
Dans le sanctuaire, il y avait une stèle en marbre plus petite, de 1,47 × 1,03 m, fermant la tombe, ainsi que trois ou quatre pierres d'autel avec des inscriptions abrégées, qui ont été déchiffrées par Theodor Mommsen, Iván Paur et Ferenc Storno.

## Les épigraphes
Les monuments en pierre se trouvent dans le lapidarium de l'époque romaine dans le musée de Sopron.
« D(eo) S(oli) I(invicto) M(ithrae) L(ucius) AVIT(us) MA/TURUS D(e)C(urio) COL(oniae) KARN(unti) V(otum) S(olvit) L(ibens) M(erito) »
— .
        
« Au dieu Soleil invincible Mithra, Lucius Avitus Maturus, décurion de la colonie de Carnuntum, a volontairement et mérité avec bonheur accompli son vœu. »
« S(oli) I(nvicto) M(ithrae) SEP(timius) I(u)ST(ini)ANUS A(rmorum) [CUSTOS] L(egionis) XIIII G(eminae) ANT(oninianae) V(otum) S(olvit) L(ibens) M(erito) »
— .
        
« Au Soleil invincible Mithra. Septimius Iustinianus, armorum custos de la 14e légion Gemina Antoninianae, a accompli son vœu avec plaisir et mérite. »
« L(ucius) AVIT(us) M(a) TVRVS DEC(urio) COL(oniae) KARN(unti) V(otum) S(olvit) L(ibens) M(erito) »
— .
        
« Decurio Lucius Avitus Maturus Carnuntum a accompli son vœu de bon gré et avec dignité. »
« D(eo) INVICTO MITRE S(acrum) IVL(ius) SATVRNINVS EX VOTO POSVTT L(ibens) M(erito) »
« Au dieu invincible Mithra, Iulius Saturninus a volontairement érigé un digne autel par vœu. »

## Pièces de monnaie
Parmi les découvertes originales, les 28 monnaies, qui ont été enregistrées comme formant une série continue de Gallien à Probus (254–282) et de Licinius à Gratien (307–383), c'est-à-dire dans une répartition telle que la majorité d'entre elles (16 pièces) ont été frappées dans la seconde moitié du IVe siècle apr. J.-C., elles ont fini dans la collection du célèbre collectionneur János Simor, évêque du comté de Győr. Leur sort ultérieur est inconnu.

## Galerie

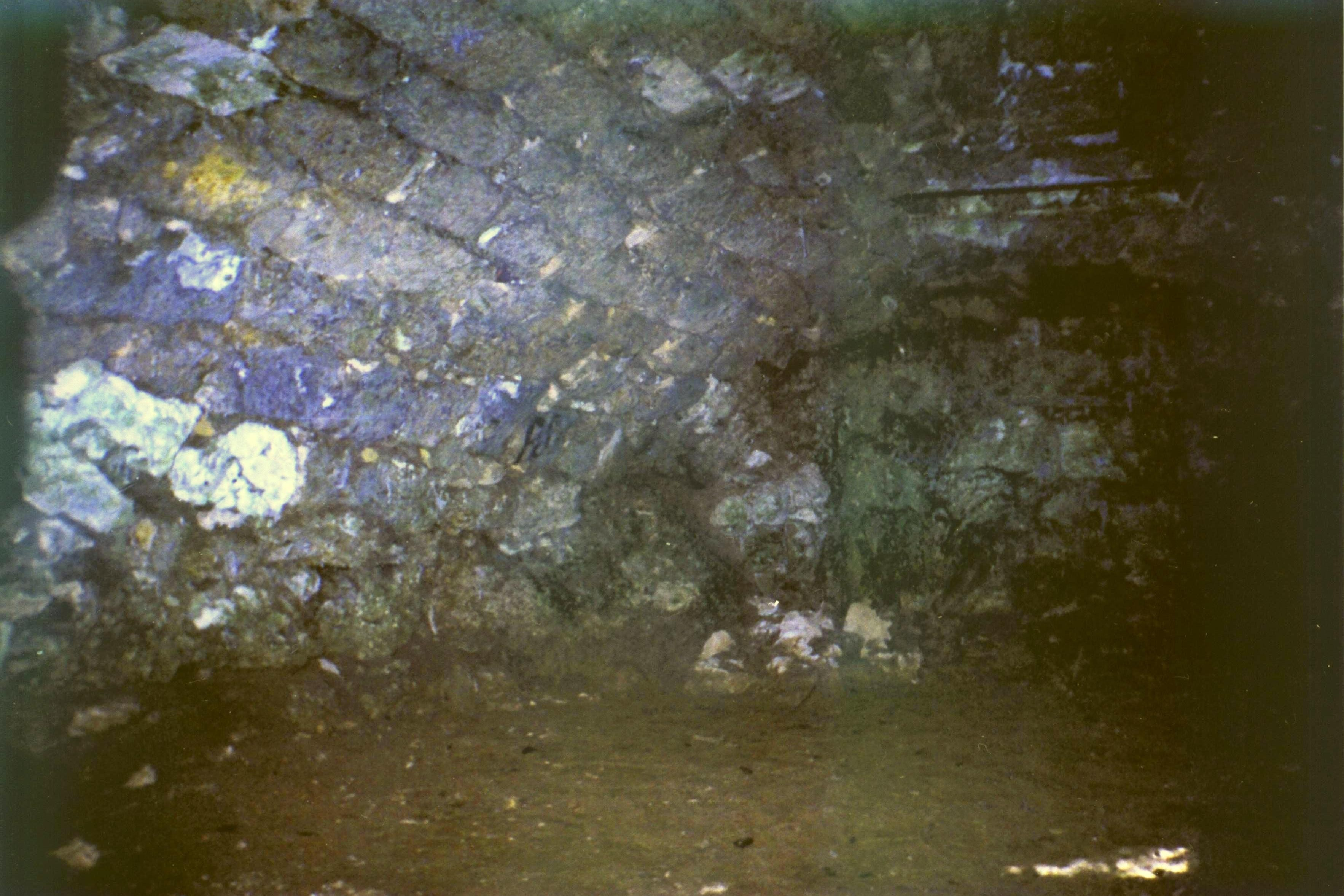
Intérieur avant les fouilles de 1989.
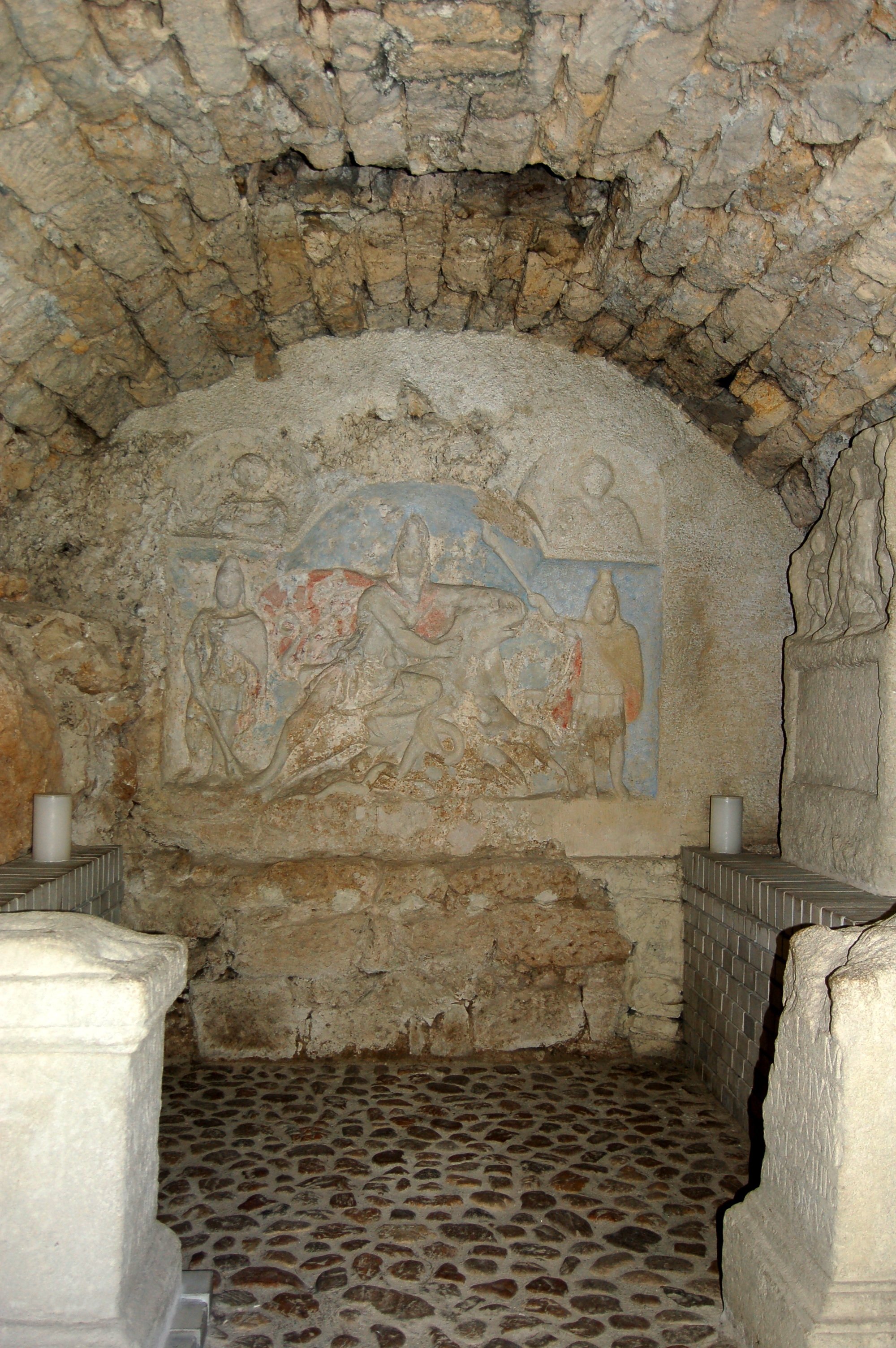
Le bas-relief tauroctone à l'intérieur (2011).
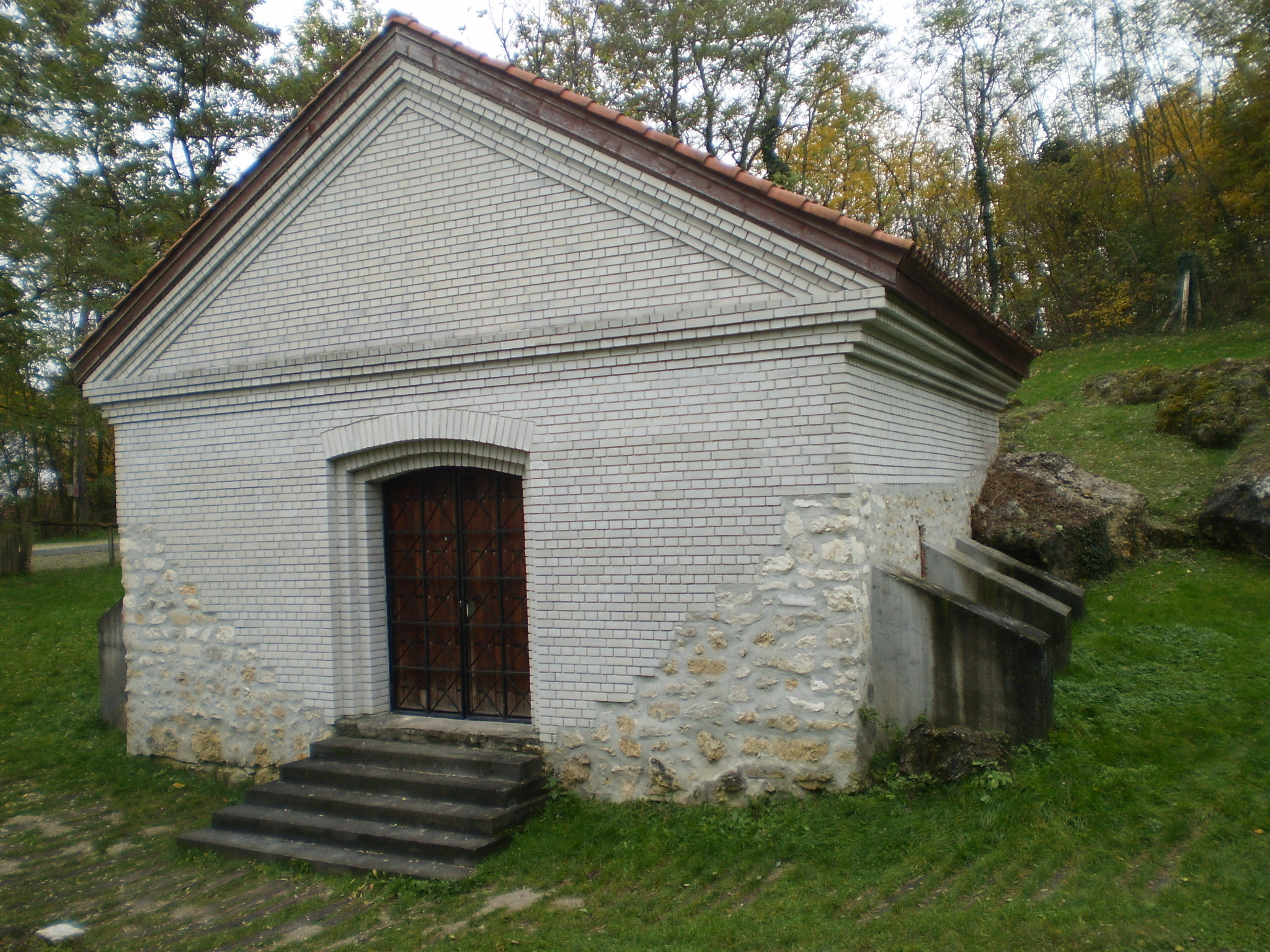
Le sanctuaire actuel.
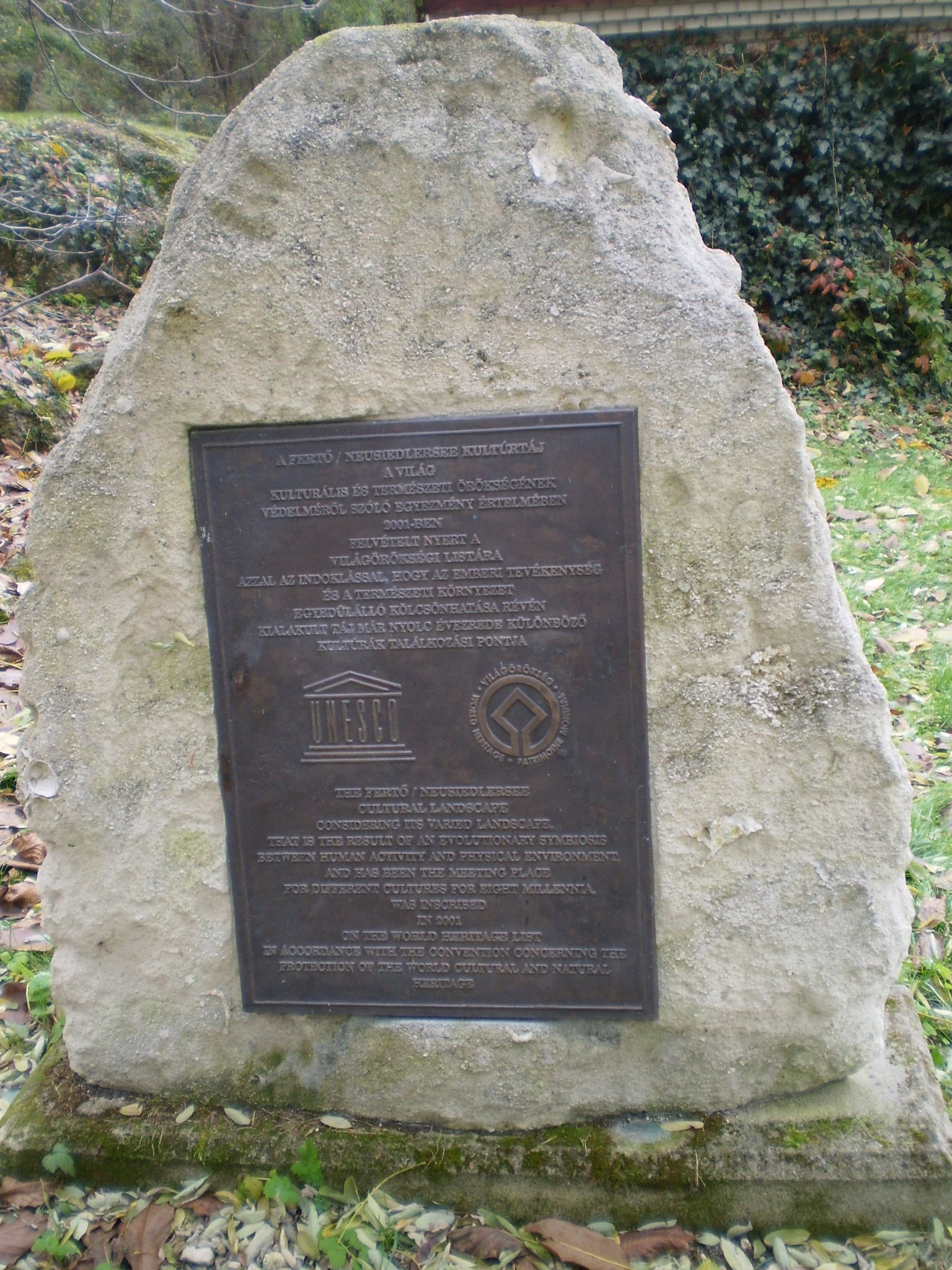
La plaque patrimoine mondial de l'Unesco.